# 青松郡
青松郡（チョンソンぐん）は、大韓民国慶尚北道にある郡。

## 地理
韓国最大の堆積盆地である慶尚盆地に位置し、周王山、注山池、薪城渓谷などの景勝地がある。郡内に球状流紋岩（花石）の産出地、疸基薬水湯という温泉、薪城里恐竜足跡化石、白石灘などの地質スポットがあるため、2017年にユネスコ世界ジオパークに指定される。

## 歴史
- 高句麗青己縣 - 8世紀半ばまで高句麗最南端の領土で新羅と接していた。
- 新羅景徳王16年（757年） - 新羅の北方進出に併合されて積善に名前を改め野城郡の領県となる。
- 高麗太祖元年（918年）に鳧伊県、または雲鳳県としたが、成宗1年（982年）に青鳧県に復して礼州任内に属した。
- 朝鮮太祖3年（1394年）- 青宝県となる。
- 朝鮮世宗即位年（1418年）吏曹判書が昭憲王后の故郷である青宝県を郡に昇格させることを上訴し、その年の9月26日の調整で決定され真宝県と青宝県が合併して青宝郡に昇格。当時、朝鮮の行政制度に郡守は従四品の外官職や極めて異例で正三品堂上官の通政大夫知青宝郡事を配置することを決定されるの応じて初代知青宝郡事に柳恭が任命され東軒も請負村に移された。
- 1424年（世宗6年）10月27日に調整で再度決定すること青宝郡の東軒が郡の中心にいられず、一方に位置しているので、以前の真宝県民の東軒往来に不便して管理も不便な点が多く、最終的には真宝県を分離独立させる一方、松生県を合わせて町の名称を現在の名称である青松郡と改称したが、これは青宝の<青>と松生の<松>の文字を取って青松にされたものである。
- 1459年（世祖5年） - 青松郡を昇格させて都護府とした。世宗実録地理志に記録されたところ土地がやせて旧・青鳧県の人口は217人、旧・松生県の人口は343人あり、すべて合わせて人口が1000人もいない青松郡を慶尚道でも金海都護府・大邱都護府をはじめ7箇所しかない都護府に昇格させることはいろいろ無理があることや、世祖が首陽大君時代から母后に対する孝心を切ながら大粛清で強力な王権をもとに都護府昇格がなされ1895年甲午改革時に郡に再還元されるまで437年の間、都護府が維持された[4]。これは朝鮮王朝500年の間に繰り返された王命（世宗・世祖）に属県で都護府に陞鄕された唯一の事例である[4]。
- 1914年4月1日 - 郡面併合により、真宝郡の大部分（東面・北面を除く）が青松郡に編入。青松郡に以下の面が成立。[5][6]（8面）

| 朝鮮総督府令第111号 |            |                                                      |
| 旧行政区域          | 新行政区域 | 新行政区域                                           |
| 青松郡府内面        | 青松面     |                                                      |
| 青松郡県西面        | 県西面     |                                                      |
| 青松郡県南面        | 県西面     | 갈천동、徳城洞、무계동、백자동、福洞、聖才洞、수락동 |
| 青松郡県北面        | 安徳面     | 고와동、근곡동、노래동、신성동、지소동               |
| 青松郡県内面        | 安徳面     |                                                      |
| 青松郡府西面        | 巴川面     |                                                      |
- - 青松面・県西面・安徳面・巴川面・真宝面・府東面・府南面・県東面
- 1973年7月1日 - 県西面の一部（福里・徳城里・聖才里）が安徳面に編入。[7]（8面）
- 1979年5月1日 - 青松面が青松邑に昇格。[8]（1邑7面）
- 1983年2月15日 - 英陽郡立岩面の一部（興邱洞・方田里の各一部）が真宝面に編入。（1邑7面）
- 1993年12月30日 - 郡庁舎が現在の位置に移転。[9]
- 2019年3月1日 - 府東面が周王山面に改称。[10]（1邑7面）

## 行政区域

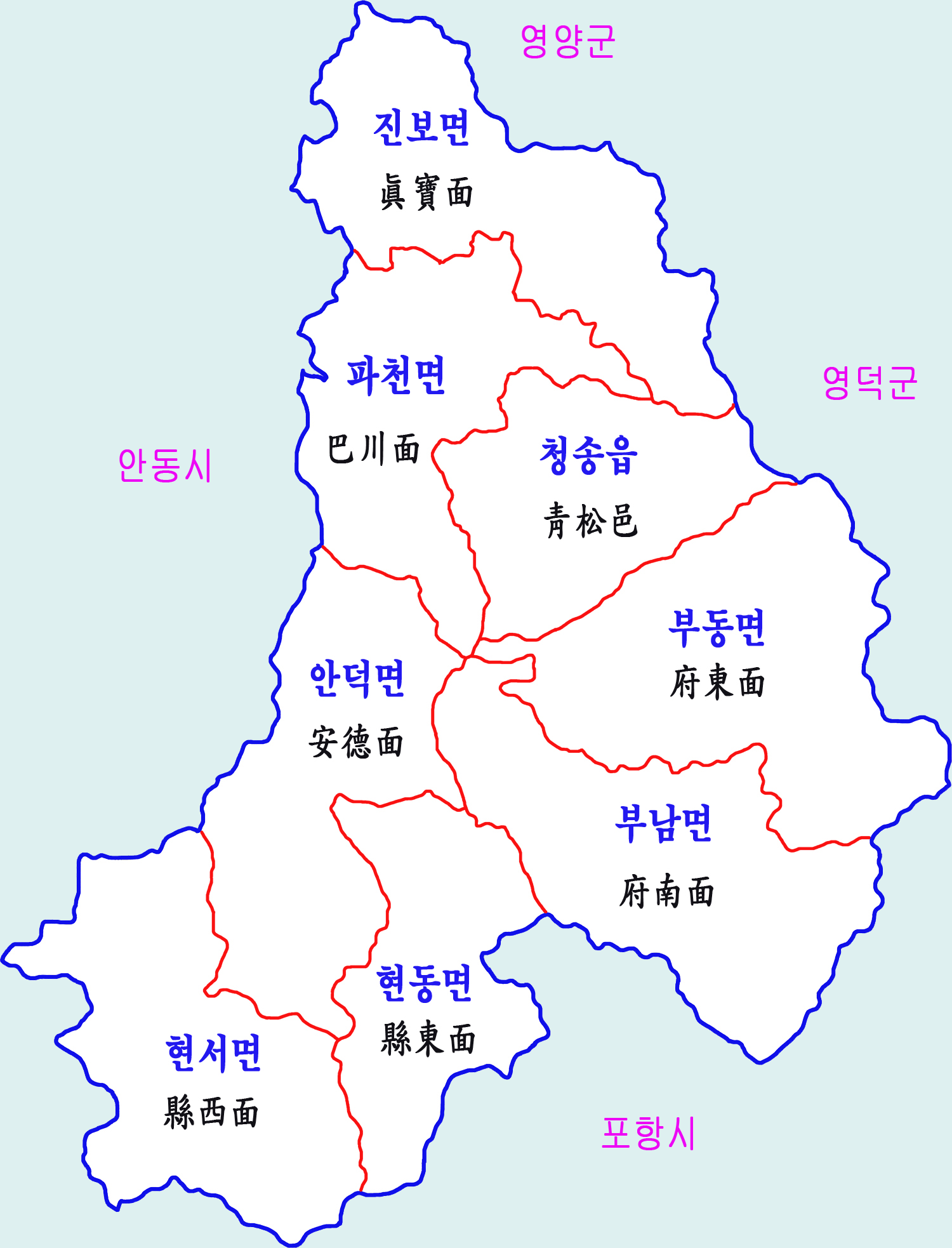
行政区域図

青松郡の行政区域は1邑7面で構成されている。青松郡の面積は 844.834 km2である。、人口は2012年末現在12,885世帯、26,697人である。 このうち21%が青松邑に居住する。郡庁所在地である青松邑より北端の真宝面の人口の方が多い。ピーク時の1967年には87,725人の人口を数えたが、その後は減少に転じている。
| 邑・面   | 法定里 | 面積    | 世代   | 人口   |
| -------- | --- | ------- | ------ | ------ |
| 青松邑   | 月幕里、巨大里、釜谷里、月外里、橋里、徳里、金谷里、松生里、青雲里                                                     | 82.378  | 2,491  | 5,541  |
| 県西面   | 葛川里、九山里、徳渓里、豆峴里、慕渓里、武渓里、栢子里、沙村里、水洛里、月亭里、道里、泉川里、和睦里                   | 112.557 | 1,312  | 2,598  |
| 安徳面   | 甘隠里、文居里、明堂里、薪城里、斤谷里、老萊里、紙所里、高臥里、福里、徳城里、聖才里、長田里                           | 107.731 | 1,446  | 2,806  |
| 巴川面   | 官里、中坪里、徳川里、新興里、新基里、地境里、丙夫里、皇木里、甕店里、魚川里、松江里                                   | 99.024  | 978    | 1,967  |
| 真宝面   | 角山里、高峴里、広徳里、槐亭里、基谷里、釜谷里、月前里、世長里、時良里、新村里、理村里、真安里、楸峴里、合江里、後坪里 | 109.326 | 3,274  | 6,984  |
| 周王山面 | 上坪里、池里、下宜里、上宜里、扶日里、新店里、注山池里、内龍里、羅里、項里                                             | 132.815 | 1,021  | 2,017  |
| 府南面   | 甘淵里、大前里、紅源里、九川里、泥峴里、陽宿里、中基里、花場里、下涑里                                                 | 122.312 | 1,321  | 2,590  |
| 県東面   | 道坪里、巨城里、訥仁里、月梅里、開日里、昌陽里、印支里                                                                 | 78.691  | 1,042  | 2,194  |
| 青松郡   | 青松郡 | 844.834 | 12,885 | 26,697 |

## 施設物
- 慶北北部刑務所

## 出身有名人
- 沈温
- 昭憲王后沈氏
- 金玉淑
- 金周栄

## 姉妹都市
- 韓国 大邱広域市達西区 - 2008年7月10日